# Відчуй ритм (фільм, 2007)
«Відчуй ритм» (англ. Feel the Noise) — американська музична драма режисера Алехандро Чомскі, що вийшла 2007 року. У головних ролях Мелоні Діаз і Джанкарло Еспозіто.
Сценаристом був Альберт Леон, продюсерами — Саймон Філдс, Дженніфер Лопес, Софія Сондерван та інші. Вперше фільм продемонстрували 5 жовтня 2007 року у США. В Україні у кінопрокаті фільм не демонструвався.

## Сюжет
Молодий чоловік із Південного Бронкса мріє про кар'єру репера, поки сутичка з місцевими бандитами не примушує його сховатися в Пуерто-Рико.

## У ролях
| Актор              | Персонаж                | Роль |
| ------------------ | ----------------------- | ---- |
| Мелоні Діаз        | Мімі англ. Mimi         |      |
| Джанкарло Еспозіто | Роберт англ. Roberto    |      |
| Омаріон            | Роб Вега англ. Rob Vega |      |
| Сула Енао          | C.C. англ. C.C.         |      |
| Норман Хавелл      | Нотч англ. Notch        |      |

## Сприйняття

### Критика
Фільм отримав здебільшого негативні відгуки: Rotten Tomatoes дав оцінку 12 % на основі 25 відгуків від критиків (середня оцінка 3.6/10) і 42 % від глядачів із середньою оцінкою 3.0/5 (109,066 голосів). Загалом на сайті фільм має негативний рейтинг, фільму зарахований «гнилий помідор» від кінокритиків і «розсипаний попкорн» від глядачів, Internet Movie Database — 2,7/10 (3,357 голосів), Metacritic — 36/100 (9 відгуків критиків) і 4,6/10 від глядачів (17 голосів). Загалом на цьому ресурсі фільм отримав змішано-негативні відгуки: від критиків змішані, від глядачів — негативні.

### Касові збори
Під час показу у США протягом першого тижня фільм був продемонстрований у 1015 кінотеатрах і зібрав 3,771,255 $, що на той час дозволило йому зайняти 8 місце серед усіх прем'єр. Показ фільму протривав 28 днів (4 тижні) і завершився 1 листопада 2007 року. За цей час фільм зібрав у прокаті у США 5,898,393  доларів США (за іншими даними 5,867,786 $), а у решті світу 552,713 $, тобто загалом 6,451,106 $ (за іншими даними 5,867,786 $).

### Виноски
1. 1 2 3  Feel the Noise: Release Info (англ.). Internet Movie Database. Архів оригіналу за 10 червня 2015. Процитовано 22 листопада 2014.
2. 1 2 3 4  Feel the Noise (англ.). Box Office Mojo. Архів оригіналу за 7 жовтня 2014. Процитовано 22 листопада 2014.
3. 1 2 3  Feel the Noise (англ.). The Numbers. Архів оригіналу за 29 листопада 2014. Процитовано 22 листопада 2014.
4. ↑  Feel the Noise (англ.). AllMovie. Архів оригіналу за 9 жовтня 2013. Процитовано 22 листопада 2014.
5. ↑  Feel the Noise: Full Cast & Crew (англ.). Internet Movie Database. Архів оригіналу за 10 червня 2015. Процитовано 22 жовтня 2014.
6. ↑  Почувствуй ритм. Премьеры (рос.). КиноПоиск. Архів оригіналу за 3 грудня 2014. Процитовано 22 листопада 2014.
7. ↑  Feel the Noise (англ.). Rotten Tomatoes. Архів оригіналу за 11 лютого 2015. Процитовано 22 листопада 2014.
8. ↑  Feel the Noise (англ.). Internet Movie Database. Архів оригіналу за 3 грудня 2014. Процитовано 22 листопада 2014.
9. ↑  Feel the Noise (англ.). Metacritic. Архів оригіналу за 6 лютого 2015. Процитовано 22 листопада 2014.